# Livendula huebneri
Livendula huebneri is een vlindersoort uit de familie van de prachtvlinders (Riodinidae), onderfamilie Riodininae.
Livendula huebneri werd in 1867 beschreven door Arthur Gardiner Butler.